# Pro Football Hall of Fame
Le Pro Football Hall of Fame est indirectement le temple de la renommée de la National Football League (NFL). Situé à Canton dans l'Ohio, il possède notamment un musée consacré au football américain professionnel (le College Football Hall of Fame étant réservé au niveau universitaire) Il fut inauguré le 7 septembre 1963 avec 17 joueurs honorés.
Un comité de 39 membres est chargé d'introduire chaque année de nouveaux joueurs, entraîneurs ou dirigeants ayant marqué l'histoire du football américain. Une liste de quinze noms est en débat chaque année, et chaque nouvel élu doit rassembler au moins 80 % d'avis favorables du comité pour être introduit au « Hall of Fame ». Le vote final se fait traditionnellement la veille du Super Bowl tandis que la cérémonie d'introduction se tient fin juillet ou début août.
La seule restriction pour être éligible est d'avoir arrêté sa carrière depuis au moins cinq ans.
Le nombre de membre est actuellement de 310 (classe 2017 incluse).

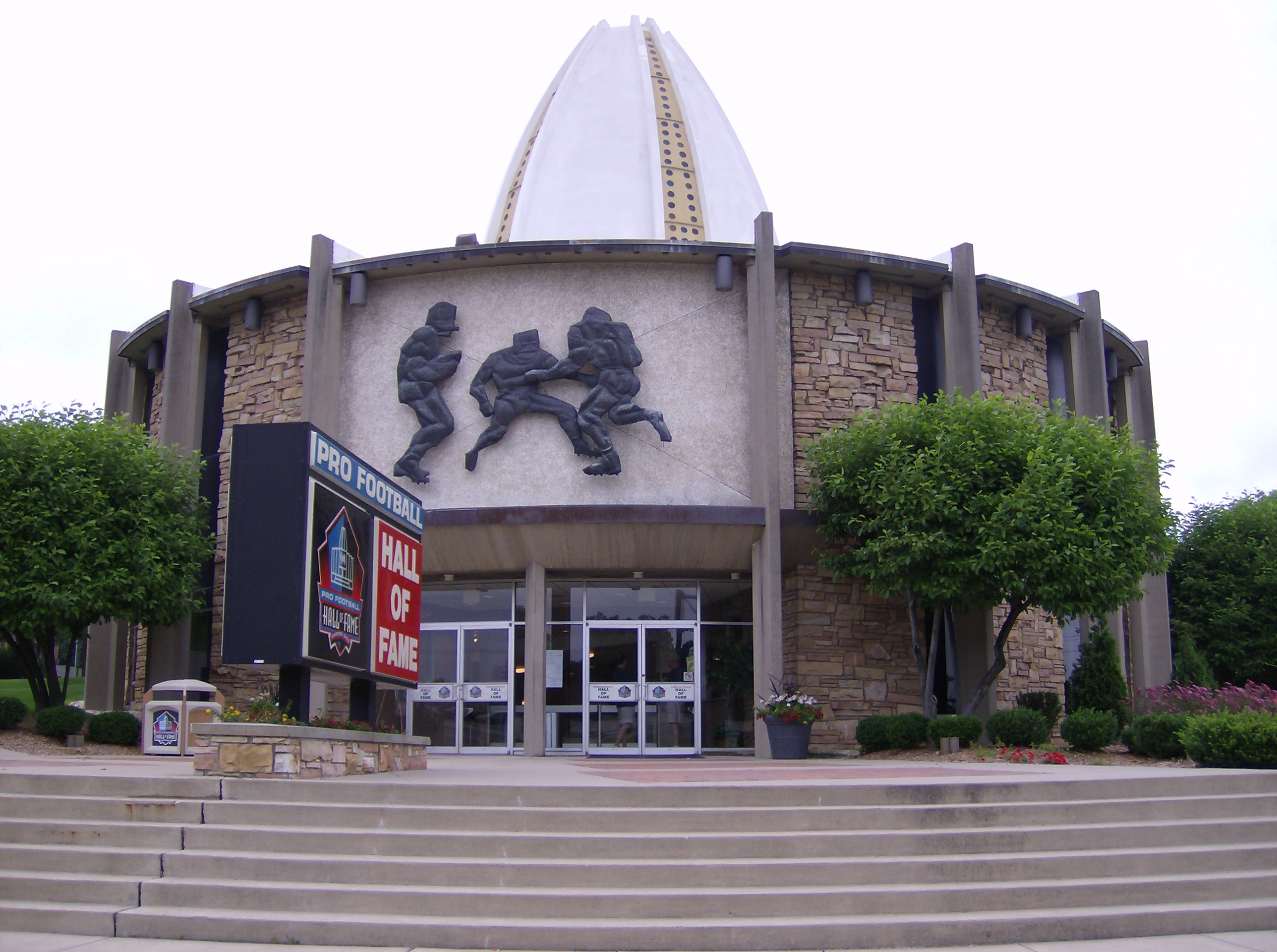
Entrée du Pro Football Hall of Fame surmontée d'un fronton représentant une scène de football américain.

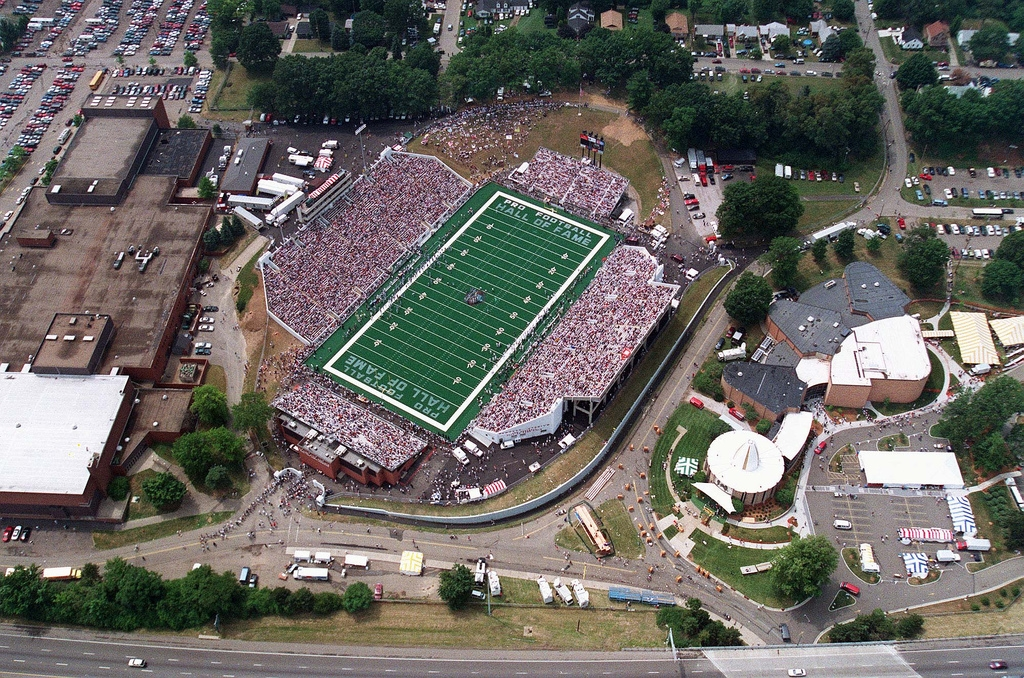
Vue aérienne avec le stade Tom Benson et le Pro Football Hall of Fame en bas à droite

## Histoire
La ville de Canton dans l'Ohio a su convaincre la NFL de construire chez elle le Hall of Fame grâce à deux bons arguments :
- La NFL a été fondée à Canton en 1920 (à cette époque, elle était dénommée l'American Professional Football Association).
- Les Bulldogs de Canton étaient une bonne équipe de football américain qui a évolué quelques années en NFL au début de sa création.

L'inauguration du bâtiment a eu lieu le 11 août 1962 et ne se possédait que de deux pièces d'une surface totale de 1 800 m2.
En avril 1970, les travaux d'une première extension débutent. Les travaux d'un coût de 620 000 US$ sont terminés en mai 1971. La nouvelle pièce fait passer la surface totale du bâtiment à 3 200 m2. Le magasin est ouvert dans cette extension ce qui constitue une étape importante dans l'évolution du site, les visiteurs annuels dépassant la barre de 200 000 pour la première fois.
L'augmentation de la popularité du football professionnel (causée par l'avènement de American Football League et par le succès des deux dernières finales nationales AFL-NFL) est également une des causes de ce succès.
En novembre 1977, de nouveaux travaux d'extension pour un coût de 1 200 000 US$ débutent pour se terminer en novembre 1978. Le magasin de souvenirs est élargi ainsi que la librairie, la surface du bâtiment passant à 4 690 m2, plus de deux fois et demi la surface originelle. Le bâtiment reste inchangé jusqu'en 1993. Une cinquième pièce est ajoutée, le montant des nouveaux travaux se montant à 9 200 000 US$ et inaugurée en octobre 1995. La surface du Hall passe alors à 7 647 m2. La plus remarquable évolution est le GameDay Stadium qui présente un film produit par la NFL sur un écran CinémaScope de 6,1 m sur 13.

## Les intronisés

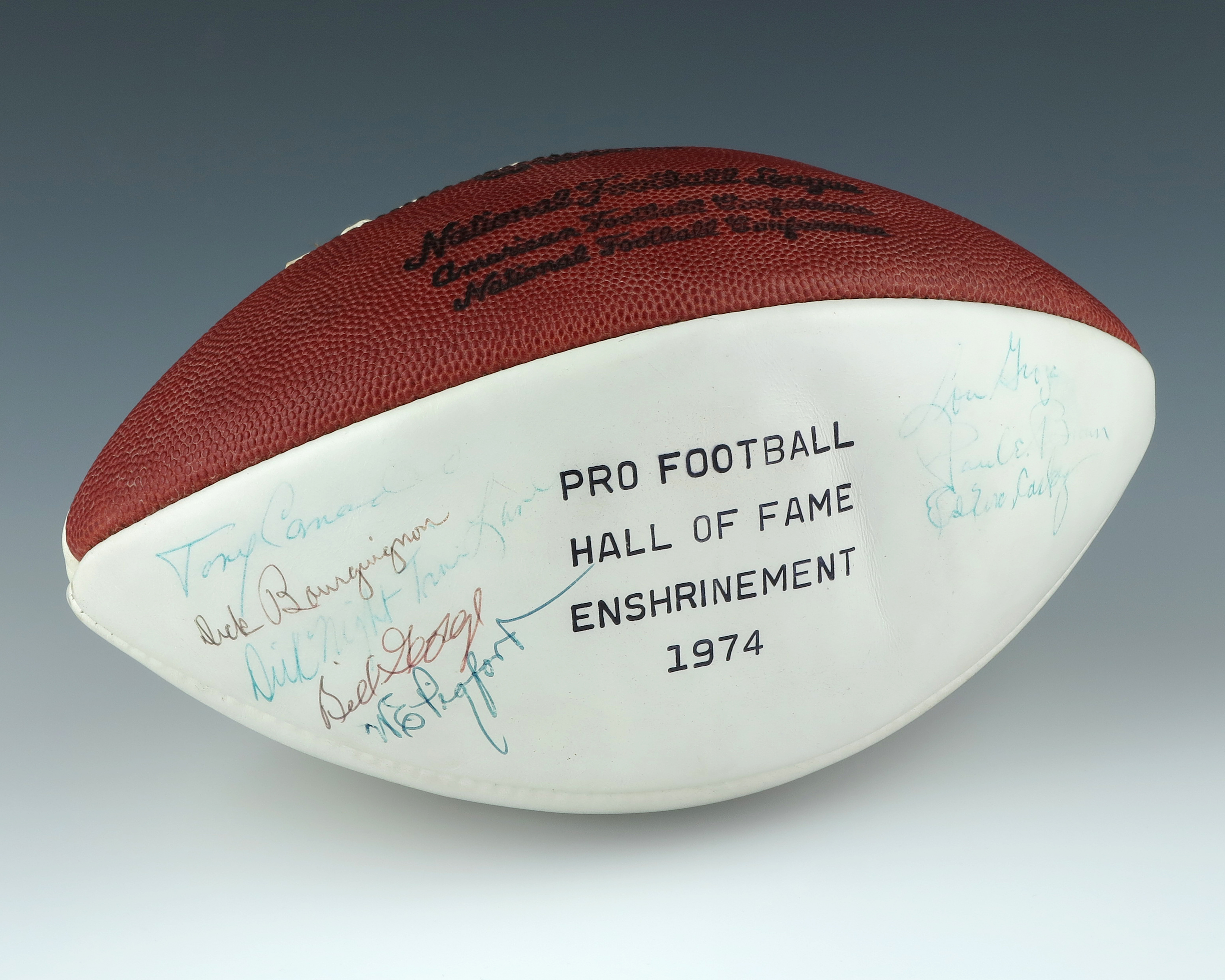
Ballon signé par les intronisés de la classe 1974

Jusqu'à l'année 2017, tous les intronisés (sauf le Guard Billy Shaw (en) des Buffalo Bills ayant joué toute sa carrière en AFL avant la fusion avec la NFL) ont effectué leur carrière professionnelle en NFL. Même si certains intronisés ont joué quelque peu en AFL, World Football League, United States Football League, Arena Football League ou dans la Ligue canadienne de football, et même s'il y a une partie du bâtiment réservé aux ligues alternatives, jusqu'à présent, aucun joueur n'a été intronisé sans avoir pris une part prépondérante en NFL, AFL ou en All-America Football Conference. Il existe également un Temple de la renommée du football canadien pour les joueurs évoluant dans la LCF. Il n'y a qu'un seul joueur (Warren Moon) et un seul entraîneur (Bud Grant) qui ont été à ce jour intronisés dans les deux Hall of fame.
De toutes les franchises NFL, ce sont les Bears de Chicago qui sont le mieux représentés au Pro Football Hall of Fame.

### Processus de sélection

#### Comité de sélection
Les candidats au HOF sont désignés par un comité composé de 46 personnes officiellement dénommé Comité de Sélection. Ils sont pour la plupart issus des médias.
Chaque ville où évolue une ou plusieurs franchises NFL possède dans ce comité, un nombre équivalent de représentants issus des médias locaux. Généralement, ce représentant est un journaliste spécialisé du journal le plus important de la ville. Par exemple, les Falcons d'Atlanta sont représentés par Len Pasquarelli (qui à lors de sa nomination travaillait pour l'Atlanta Journal-Constitution), et les Jaguars de Jacksonville par Sam Kouvaris, directeur sportif d'WJXT.
Le Comité compte également treize autres membres provenant généralement de villes ayant eu par le passé une équipe en NFL. St. Louis est une de ces villes qui, bien qu'ayant gagné le Super Bowl XXXIV en saison 1999 ne possède plus actuellement d'équipe en NFL mais conserve bien un représentant au sein du Comité de Sélection lequel est issu de la Pro Football Writers Association (en). À l'exception du représentant de cette association, tous les autres membres du Comité de Sélection sont désignés à vie (sauf incapacité physique ou mentale, retraite ou démission).

#### La sélection des candidats
Pour être éligible et participer au processus de sélection, un entraîneur ou un joueur doit avoir pris sa retraite depuis au moins cinq ans. Tout autre personne (un propriétaire de franchise, un manager général...) est éligible à tout moment.
Les fans peuvent également nommer un joueur, un entraîneur ou un contributeur simplement en adressant un courrier ou un email au Pro Football Hall of fame. Les membres du Comité de Sélection sont ensuite interrogés à trois reprises (en mars, septembre et octobre) pour établir une liste de 25 demi-finalistes. En novembre cette liste est réduite à 15 finalistes. Neuf membres du Comité de Sélection dénommé le Comité des aînés analysent ensuite le profil des candidats ayant pris leur retraite depuis plus de 25 ans. Ils en sélectionnent deux qu'ils ajoutent à la liste des finalistes. Il y a donc 17 nommés chaque année.
Les membres du Comité de Sélection se réunissent la veille du Super Bowl pour élire les futurs membres du Hall of Fame. Pour y être intronisé, le finaliste doit recevoir au moins 80 % des votes du Comité. Chaque année, il y a entre minimum quatre et maximum huit intronisés.
Selon ce Comité, seuls 46 intronisés ont été élus avec 100 % des votes des membres, le dernier en date étant Brett Favre, quarterback des Packers de Green Bay.

### Cérémonie d'intronisation
La cérémonie d'intronisation se déroule généralement le premier weekend complet du mois d'août. Une fête est organisée tout au long de ce weekend à Canton avec comme point d'orgue la cérémonie .
Les intronisés ne pénètrent pas au Pro Football Hall of Fame comme membre d'une franchise NFL. Ils sont tous mis sur un pied d'égalité. Le buste qui représente chaque membre du Hall of Fame ne fait mention d'aucune référence à une franchise, contrairement à ce qui se fait en baseball où les intronisés portent un élément de l'équipe à laquelle ils appartenaient.
En plus du buste qui reste en permanence dans le bâtiment du Pro Football Hall of Fame de Canton, l'intronisé reçoit une veste couleur or. Cette veste est portée lors de chaque nouvelle cérémonie d'intronisation.
Les anciennes cérémonies d'intronisation se déroulaient sur les marches du bâtiment du Hall of Fame (le dimanche de 1999 à 2005, le samedi en 2006). néanmoins depuis 2002, elle a été déplacée au Tom Benson Hall of Fame Stadium (en) où elle avait déjà eu lieu de 1963 à 1965. Depuis 2007, elle se déroule le samedi soir avant le match du Hall of Fame Game.

## Franchises NFL actuelles

### Arizona Cardinals
Mis à jour après la classe d'août 2024
| Noms                      | Date Int. | Années               | Remarques                    |
| ------------------------- | --------- | -------------------- | ---------------------------- |
| Dwight Freeney            | 2024      | 2015                 | Arizona Cardinals            |
| Alan Faneca               | 2021      | 2010                 | Arizona Cardinals            |
| Edgerrin James            | 2020      | 2006-2008            | Arizona Cardinals            |
| Duke Slater (en)          | 2020      | 1926-1931            | Chicago Cardinals            |
| Kurt Warner               | 2017      | 2005-2009            | Arizona Cardinals            |
| Aeneas Williams           | 2014      | 1991–2000            | Phoenix /Arizona Cardinals   |
| Emmitt Smith              | 2010      | 2003-2004            | Arizona Cardinals            |
| Roger Wehrli              | 2007      | 1969-1982            | St. Louis Cardinals          |
| Dan Dierdorf              | 1996      | 1971-1983            | St. Louis Cardinals          |
| Jackie Smith              | 1994      | 1963-1977            | St. Louis Cardinals          |
| Don Maynard               | 1987      | 1973                 | St. Louis Cardinals          |
| Larry Wilson              | 1978      | 1960-1972            | St. Louis Cardinals          |
| Dick « Night Train » Lane | 1974      | 1954-1959            | Chicago Cardinals            |
| Ollie Matson              | 1972      | 1952, 1954-1958      | Chicago Cardinals            |
| Charley Trippi            | 1968      | 1947-1955            | Chicago Cardinals            |
| Charles Bidwill           | 1967      | 1933-1946            | Chicago Cardinals            |
| Joe Stydahar              | 1967      | 1953–1954            | Chicago Cardinals            |
| Walt Kiesling             | 1966      | 1929–1933            | Chicago Cardinals            |
| John « Paddy » Driscoll   | 1965      | 1920-1925            | Chicago Cardinals            |
| Guy Chamberlin            | 1965      | 1927                 | Chicago Cardinals            |
| Jimmy Conzelman           | 1964      | 1940-1942, 1946-1948 | Chicago Cardinals Entraîneur |
| Earl "Curly" Lambeau      | 1963      | 1950–1951            | Chicago Cardinals            |
| Ernie Nevers              | 1963      | 1929-1931            | Chicago Cardinals            |
| Jim Thorpe                | 1963      | 1928                 | Chicago Cardinals            |

### Atlanta Falcons
Mis à jour après la classe d'août 2024
| Noms                 | Date Int. | Années               | Remarques   |
| -------------------- | --------- | -------------------- | ----------- |
| Dwight Freeney       | 2024      | 2016                 |             |
| Devin Hester         | 2024      | 2014-2015            |             |
| Tony Gonzalez        | 2019      | 2009-2013            |             |
| Bobby Beathard (en)  | 2018      | 1968–1971            | Observateur |
| Morten Andersen      | 2017      | 1995–2000, 2006–2007 |             |
| Brett Favre          | 2016      | 1991                 |             |
| Claude Humphrey (en) | 2014      | 1968–1974, 1976–1978 |             |
| Chris Doleman        | 2012      | 1994–1995            |             |
| Deion Sanders        | 2011      | 1989-1993            |             |
| Eric Dickerson       | 1999      | 1993                 |             |
| Tommy McDonald       | 1998      | 1967                 |             |

### Baltimore Ravens
Mis à jour après la classe d'août 2024
| Noms           | Date Int. | Années    |
| -------------- | --------- | --------- |
| Devin Hester   | 2024      | 2016      |
| Ed Reed        | 2019      | 2002–2012 |
| Ray Lewis      | 2018      | 1996–2012 |
| Jonathan Ogden | 2013      | 1996-2007 |
| Deion Sanders  | 2011      | 2004-2005 |
| Shannon Sharpe | 2011      | 2000-2001 |
| Rod Woodson    | 2009      | 1998-2001 |

### Buffalo Bills
Mis à jour après la classe d'août 2018
| Noms                 | Date Int. | Années          | Remarques              |
| -------------------- | --------- | --------------- | ---------------------- |
| Terrell Owens        | 2018      | 2009            |                        |
| Bill Polian (en)     | 2015      | 1986–1992       | Général Manager        |
| Andre Reed           | 2014      | 1985–1999       |                        |
| Bruce Smith          | 2009      | 1985-1999       |                        |
| Ralph C. Wilson (en) | 2009      | 1960–2014       | Fondateur/Propriétaire |
| Thurman Thomas       | 2007      | 1988-1999       |                        |
| James Lofton         | 2003      | 1989-1992       |                        |
| Joe DeLamielleure    | 2003      | 1973-1979, 1985 |                        |
| Jim Kelly            | 2002      | 1986-1996       |                        |
| Marv Levy            | 2001      | 1986-1997       | Entraîneur             |
| Billy Shaw           | 1999      | 1961-1969       |                        |
| O. J. Simpson        | 1985      | 1969-1977       |                        |

### Carolina Panthers
Mis à jour après la classe d'août 2025
| Noms           | Date Int. | Années               | Remarques       |
| -------------- | --------- | -------------------- | --------------- |
| Jared Allen    | 2025      | 2015                 |                 |
| Julius Peppers | 2024      | 2002–2009, 2017–2018 |                 |
| Sam Mills      | 2022      | 1995–1997            |                 |
| Kevin Greene   | 2016      | 1996, 1998–1999      |                 |
| Bill Polian    | 2015      | 1995-1997            | Général Manager |
| Reggie White   | 2006      | 2000                 |                 |

### Chicago Bears
Mis à jour après la classe d'août 2025
| Noms                       | Date Int. | Années                          | Remarque                                                                     |
| -------------------------- | --------- | ------------------------------- | ---------------------------------------------------------------------------- |
| Jared Allen                | 2025      | 2014–2015                       |                                                                              |
| Devin Hester               | 2024      | 2008–2013                       |                                                                              |
| Steve McMichael            | 2024      | 1981–1993                       |                                                                              |
| Jim Covert (en)            | 2020      | 1983–1990                       |                                                                              |
| Ed Sprinkle (en)           | 2020      | 1944–1955                       |                                                                              |
| Brian Urlacher             | 2018      | 2000–2012                       |                                                                              |
| Orlando Pace               | 2016      | 2009                            |                                                                              |
| Richard Dent               | 2011      | 1983-1993, 1995                 |                                                                              |
| Dan Hampton                | 2002      | 1979-1990                       |                                                                              |
| Mike Singletary            | 1998      | 1981-1992                       |                                                                              |
| Jim Finks                  | 1995      | 1974-1982                       |                                                                              |
| Walter Payton              | 1993      | 1975-1987                       |                                                                              |
| Stan Jones                 | 1991      | 1954-1965                       |                                                                              |
| Mike Ditka                 | 1988      | 1961-1966                       |                                                                              |
| Alan Page                  | 1988      | 1978–1981                       |                                                                              |
| Doug Atkins                | 1982      | 1955-1966                       |                                                                              |
| George Musso               | 1982      | 1933-1944                       |                                                                              |
| George Blanda              | 1981      | 1949-1958                       |                                                                              |
| Dick Butkus                | 1979      | 1965-1973                       |                                                                              |
| Gale Sayers                | 1977      | 1965-1971                       |                                                                              |
| George Connor              | 1975      | 1948-1955                       |                                                                              |
| Bill George                | 1974      | 1952-1965                       |                                                                              |
| Bill Hewitt                | 1971      | 1932-1936                       |                                                                              |
| Joe Stydahar               | 1967      | 1936-1942, 1945-1946            |                                                                              |
| Bobby Layne                | 1967      | 1948                            |                                                                              |
| Clyde « Bulldog » Turner   | 1966      | 1940-1952                       |                                                                              |
| George McAfee              | 1966      | 1940-1941, 1945-1950            |                                                                              |
| Walt Kiesling              | 1966      | 1934                            |                                                                              |
| Sid Luckman                | 1965      | 1939-1950                       |                                                                              |
| Dan Fortmann               | 1965      | 1936-1943 (joueur), 1974–1982   | Administrateur                                                               |
| John « Paddy » Driscoll    | 1965      | 1920, 1926-29, 1956-57          | Decatur Staleys/Chicago Staleys/Chicago Bears                                |
| Guy Chamberlin             | 1965      | 1920–1921                       | Decatur Staleys/Chicago Staleys                                              |
| William Roy « Link » Lyman | 1964      | 1926-1928, 1930-1931, 1933-1934 |                                                                              |
| Ed Healey                  | 1964      | 1922-1927                       |                                                                              |
| George Trafton             | 1964      | 1920-1932                       | Decatur Staleys/Chicago Staleys/Chicago Bears                                |
| Jimmy Conzelman            | 1964      | 1920                            | Decatur Staleys                                                              |
| Bronko Nagurski            | 1963      | 1930-1937, 1943                 |                                                                              |
| Harold « Red » Grange      | 1963      | 1925, 1929-1934                 |                                                                              |
| George Halas               | 1963      | 1920-1983                       | Decatur Staleys/Chicago Staleys/Chicago Bears Joueur/Entraîneur/Propriétaire |

### Cincinnati Bengals
Mis à jour après la classe d'août 2024
| Noms                | Date Int. | Années    | Remarques                               |
| ------------------- | --------- | --------- | --------------------------------------- |
| Ken Riley (en)      | 2023      | 1969–1983 |                                         |
| Terrell Owens       | 2018      | 2010      |                                         |
| Anthony Muñoz       | 1998      | 1980-1992 |                                         |
| Charlie Joiner (en) | 1996      | 1972-1975 |                                         |
| Paul Brown          | 1967      | 1968–1991 | Entraîneur/Général Manager/Propriétaire |

### Cleveland Browns
Mis à jour après la classe d'août 2024
| Noms                | Date Int. | Années               | Remarques                  |
| ------------------- | --------- | -------------------- | -------------------------- |
| Joe Thomas          | 2023      | 2007-2017            |                            |
| Mac Speedie (en)    | 2020      | 1948-1952            |                            |
| Gene Hickerson      | 2007      | 1956-1973            |                            |
| Joe DeLamielleure   | 2003      | 1980-1984            |                            |
| Ozzie Newsome       | 1999      | 1978-1990            |                            |
| Tommy McDonald      | 1998      | 1968                 |                            |
| Henry Jordan        | 1995      | 1957–1958            |                            |
| Leroy Kelly         | 1994      | 1964-1973            |                            |
| Len Dawson          | 1987      | 1960–1961            |                            |
| Frank Gatski        | 1985      | 1946-1956            |                            |
| Mike McCormack      | 1984      | 1954-1962            |                            |
| Paul Warfield       | 1983      | 1964-1969, 1976-1977 |                            |
| Bobby Mitchell (en) | 1983      | 1958-1961            |                            |
| Doug Atkins         | 1982      | 1953–1954            |                            |
| Willie Davis        | 1981      | 1958–1959            |                            |
| Bill Willis         | 1977      | 1946-1953            |                            |
| Len Ford            | 1976      | 1950-1957            |                            |
| Dante Lavelli       | 1975      | 1946-1956            |                            |
| Lou Groza           | 1974      | 1946-1959, 1961-1967 |                            |
| Jim Brown           | 1971      | 1957-1965            |                            |
| Marion Motley       | 1968      | 1946-1953            |                            |
| Paul Brown          | 1967      | 1946-1962            | Entraîneur/Général Manager |
| Otto Graham         | 1965      | 1946-1955            |                            |

### Dallas Cowboys
Mis à jour après la classe d'août 2024
| Noms              | Date Int. | Années       | Remarques                                |
| ----------------- | --------- | ------------ | ---------------------------------------- |
| Chuck Howley      | 2023      | 1961–1973    |                                          |
| DeMarcus Ware     | 2023      | 2005–2013    |                                          |
| Zach Thomas       | 2023      | 2008         |                                          |
| Drew Pearson (en) | 2021      | 1973–1983    |                                          |
| Harold Carmichael | 2020      | 1984         |                                          |
| Jimmy Johnson     | 2020      | 1989–1993    | Entraîneur                               |
| Gil Brandt (en)   | 2019      | 1960–1988    | Vice-président du personnel des joueurs  |
| Terrell Owens     | 2018      | 2006–2008    |                                          |
| Jerry Jones       | 2017      | 1989-présent | Propriétaire, Président, Général Manager |
| Charles Haley     | 2015      | 1992–1996    |                                          |
| Larry Allen       | 2013      | 1994-2005    |                                          |
| Bill Parcells     | 2013      | 2003-2006    | Entraîneur                               |
| Deion Sanders     | 2011      | 1995-1999    |                                          |
| Emmitt Smith      | 2010      | 1990-2002    |                                          |
| Bob Hayes         | 2009      | 1965-1974    |                                          |
| Michael Irvin     | 2007      | 1988-1999    |                                          |
| Troy Aikman       | 2006      | 1989-2000    |                                          |
| Rayfield Wright   | 2006      | 1967-1979    |                                          |
| Tommy McDonald    | 1998      | 1964         |                                          |
| Mel Renfro        | 1996      | 1964-1977    |                                          |
| Tony Dorsett      | 1994      | 1977-1987    |                                          |
| Randy White       | 1994      | 1975-1988    |                                          |
| Jackie Smith      | 1994      | 1978         |                                          |
| Tex Schramm       | 1991      | 1960-1989    | Administrateur                           |
| Tom Landry        | 1990      | 1960-1988    | Entraîneur                               |
| Mike Ditka        | 1988      | 1969–1972    |                                          |
| Roger Staubach    | 1985      | 1969-1979    |                                          |
| Bob Lilly         | 1980      | 1961-1974    |                                          |
| Herb Adderley     | 1980      | 1970–1972    |                                          |
| Forrest Gregg     | 1977      | 1971         |                                          |
| Lance Alworth     | 1978      | 1971–1972    |                                          |

### Denver Broncos
Mis à jour après la classe d'août 2024
| Noms            | Date Int. | Années               | Remarques    |
| --------------- | --------- | -------------------- | ------------ |
| Randy Gradishar | 2024      | 1974–1983            |              |
| DeMarcus Ware   | 2023      | 2014–2016            |              |
| John Lynch      | 2021      | 2004–2007            |              |
| Peyton Manning  | 2021      | 2012–2015            |              |
| Steve Atwater   | 2020      | 1989–1998            |              |
| Champ Bailey    | 2019      | 2004–2013            |              |
| Pat Bowlen      | 2019      | 1984–2019            | Propriétaire |
| Ty Law          | 2019      | 2009                 |              |
| Brian Dawkins   | 2018      | 2009–2011            |              |
| Terrell Davis   | 2017      | 1995-2001            |              |
| Shannon Sharpe  | 2011      | 1990-1999, 2002-2003 |              |
| Floyd Little    | 2010      | 1967-1975            |              |
| Gary Zimmerman  | 2008      | 1993-1997            |              |
| John Elway      | 2004      | 1983-1998            |              |
| Tony Dorsett    | 1994      | 1988                 |              |
| Willie Brown    | 1984      | 1963–1966            |              |

### Détroit Lions
Mis à jour après la classe d'août 2024
| Noms                      | Date Int. | Années                | Remarques                         |
| ------------------------- | --------- | --------------------- | --------------------------------- |
| Dwight Freeney            | 2024      | 2017                  |                                   |
| Calvin Johnson            | 2021      | 2007–2015             |                                   |
| Alex Karras               | 2020      | 1958–1962, 1964–1970  |                                   |
| Dick Stanfel              | 2016      | 1952–1955             |                                   |
| Curley Culp               | 2013      | 1980-1981             |                                   |
| Dick LeBeau               | 2010      | 1959-1972             |                                   |
| Charlie Sanders           | 2007      | 1966-1977             |                                   |
| Barry Sanders             | 2004      | 1989-1998             |                                   |
| Lou Creekmur              | 1996      | 1950-1959             |                                   |
| Lem Barney                | 1992      | 1967-1977             |                                   |
| John Henry Johnson        | 1987      | 1957–1959             |                                   |
| Doak Walker               | 1986      | 1950-1955             |                                   |
| Frank Gatski              | 1985      | 1957                  |                                   |
| Yale Lary                 | 1979      | 1952-1953 - 1956-1964 |                                   |
| Dick « Night Train » Lane | 1974      | 1960-1965             |                                   |
| Joe Schmidt               | 1973      | 1953-1965             |                                   |
| Ollie Matson              | 1972      | 1963                  |                                   |
| Hugh McElhenny            | 1970      | 1964                  |                                   |
| Jack Christiansen         | 1970      | 1951-1958             |                                   |
| Alex Wojciechowicz        | 1968      | 1938-1946             |                                   |
| Bobby Layne               | 1967      | 1950-1958             |                                   |
| Bill Dudley               | 1966      | 1947-1949             |                                   |
| Earl « Dutch » Clark      | 1963      | 1931-1932, 1934-1938  | Portsmouth Spartans/Detroit Lions |

### Green Bay Packers
Mis à jour après la classe d'août 2025
| Noms                   | Date Int. | Années               | Remarques                           |
| ---------------------- | --------- | -------------------- | ----------------------------------- |
| Sterling Sharpe        | 2025      | 1988–1994            |                                     |
| Julius Peppers         | 2024      | 2014–2016            |                                     |
| Steve McMichael        | 2024      | 1994                 |                                     |
| LeRoy Butler           | 2022      | 1990–2001            |                                     |
| Charles Woodson        | 2021      | 2006–2012            |                                     |
| Bobby Dillon (en)      | 2020      | 1952–1959            |                                     |
| Jerry Kramer           | 2018      | 1958–1968            |                                     |
| Brett Favre            | 2016      | 1992–2007            |                                     |
| Ron Wolf               | 2015      | 1991–2001            | Général Manager                     |
| Dave Robinson          | 2013      | 1963-1972            |                                     |
| Reggie White           | 2006      | 1993-1998            |                                     |
| James Lofton           | 2003      | 1978-1986            |                                     |
| Henry Jordan           | 1995      | 1959-1969            |                                     |
| Jan Stenerud           | 1991      | 1980–1983            |                                     |
| Ted Hendricks          | 1990      | 1974                 |                                     |
| Willie Wood            | 1989      | 1960-1971            |                                     |
| Paul Hornung           | 1986      | 1957-1962, 1964-1966 |                                     |
| Willie Davis           | 1981      | 1960-1969            |                                     |
| Jim Ringo              | 1981      | 1953-1963            |                                     |
| Herb Adderley          | 1980      | 1961-1969            |                                     |
| Ray Nitschke           | 1978      | 1958-1972            |                                     |
| Bart Starr             | 1977      | 1956-1971            |                                     |
| Forrest Gregg          | 1977      | 1956, 1958-1970      |                                     |
| Jim Taylor             | 1976      | 1958-1966            |                                     |
| Len Ford               | 1976      | 1958                 |                                     |
| Tony Canadeo           | 1974      | 1941-1944, 1946-1952 |                                     |
| Vince Lombardi         | 1971      | 1959-1968            | Entraîneur/Général manager          |
| Emlen Tunnell          | 1967      | 1959–1961            |                                     |
| Arnie Herber           | 1966      | 1930-1940            |                                     |
| Walt Kiesling          | 1966      | 1935–1936            |                                     |
| Clarke Hinkle          | 1964      | 1932-1941            |                                     |
| Mike Michalske         | 1964      | 1929-1935, 1937      |                                     |
| Don Hutson             | 1963      | 1935-1945            |                                     |
| John « Blood » McNally | 1963      | 1929-1933, 1935-1936 |                                     |
| Cal Hubbard            | 1963      | 1929-1933, 1935      |                                     |
| Earl « Curly » Lambeau | 1963      | 1919-1949            | Fondateur/Joueur/Entraîneur/Manager |

### Houston Texans
Mis à jour après la classe d'août 2024
| Noms          | Date Int. | Années    | Remarques |
| ------------- | --------- | --------- | --------- |
| Andre Johnson | 2024      | 2003–2014 |           |
| Ed Reed       | 2019      | 2013      |           |

### Indianapolis Colts
Mis à jour après la classe d'août 2024
| Noms            | Date Int. | Années          | Remarques                   |
| --------------- | --------- | --------------- | --------------------------- |
| Andre Johnson   | 2024      | 2015            |                             |
| Dwight Freeney  | 2024      | 2002–2012       |                             |
| Joe Klecko      | 2023      | 1988            |                             |
| Peyton Manning  | 2021      | 1998–2011       |                             |
| Edgerrin James  | 2020      | 1999–2005       |                             |
| Marvin Harrison | 2016      | 1996–2008       |                             |
| Tony Dungy      | 2016      | 2002–2008       | Entraîneur                  |
| Bill Polian     | 2015      | 1998–2011       | Général Manager             |
| Richard Dent    | 2011      | 1996            |                             |
| Marshall Faulk  | 2011      | 1994-1998       |                             |
| Eric Dickerson  | 1999      | 1987-1991       |                             |
| Don Shula       | 1997      | 1963–1969       | Baltimore Colts             |
| John Mackey     | 1992      | 1963-1971       | Baltimore Colts Entraîneur  |
| Ted Hendricks   | 1990      | 1969-1973       | Baltimore Colts             |
| George Blanda   | 1981      | 1950            | Baltimore Colts             |
| Johnny Unitas   | 1979      | 1956-1972       | Baltimore Colts             |
| Weeb Ewbank     | 1978      | 1954-1962       | Baltimore Colts             |
| Lenny Moore     | 1975      | 1956-1967       | Baltimore Colts             |
| Jim Parker      | 1973      | 1957-1967       | Baltimore Colts             |
| Raymond Berry   | 1973      | 1955-1967       | Baltimore Colts             |
| Gino Marchetti  | 1972      | 1953-1964, 1966 | Baltimore Colts             |
| Y. A. Tittle    | 1971      | 1948–1950       | Baltimore Colts (AAFC/ NFL) |
| Joe Perry       | 1969      | 1961–1962       | Baltimore Colts             |
| Art Donovan     | 1968      | 1950, 1953-1961 | Baltimore Colts             |

### Jacksonville Jaguars
Mis à jour après la classe d'août 2024
| Noms         | Date Int. | Années    | Remarques |
| ------------ | --------- | --------- | --------- |
| Tony Boselli | 2022      | 1995–2001 |           |

### Kansas City Chiefs
Mis à jour après la classe d'août 2025
| Noms                | Date Int. | Années    | Remarques                                                               |
| ------------------- | --------- | --------- | ----------------------------------------------------------------------- |
| Jared Allen         | 2025      | 2004–2007 |                                                                         |
| Darrelle Revis      | 2023      | 2017      |                                                                         |
| Dick Vermeil        | 2022      | 2001-2005 | Entraîneur                                                              |
| Johnny Robinson     | 2019      | 1960-1971 | Dallas Texans (AFL)/Kansas City Chiefs (AFL/NFL)                        |
| Tony Gonzalez       | 2019      | 1997-2008 |                                                                         |
| Ty Law              | 2019      | 2006-2007 |                                                                         |
| Bobby Beathard (en) | 2018      | 1966–1967 | Observateur                                                             |
| Morten Andersen     | 2017      | 2002-2003 |                                                                         |
| Will Shields        | 2015      | 1993-2006 |                                                                         |
| Curley Culp (en)    | 2013      | 1968-1974 |                                                                         |
| Willie Roaf         | 2012      | 2002-2005 |                                                                         |
| Derrick Thomas      | 2009      | 1989-1999 |                                                                         |
| Emmitt Thomas       | 2008      | 1966-1978 |                                                                         |
| Warren Moon         | 2006      | 1999-2000 |                                                                         |
| Marcus Allen        | 2003      | 1993-1997 |                                                                         |
| Hank Stram (en)     | 2003      | 1960-1974 | Dallas Texans (AFL)/Kansas City Chiefs (AFL/NFL) Entraîneur             |
| Marv Levy (en)      | 2001      | 1978-1982 | Entraîneur                                                              |
| Joe Montana         | 2000      | 1993-1994 |                                                                         |
| Mike Webster        | 1997      | 1989–1990 |                                                                         |
| Jan Stenerud        | 1991      | 1967-1979 |                                                                         |
| Buck Buchanan       | 1990      | 1963-1975 |                                                                         |
| Len Dawson          | 1987      | 1962-1975 | Dallas Texans (AFL)/Kansas City Chiefs                                  |
| Willie Lanier       | 1986      | 1967-1977 |                                                                         |
| Bobby Bell (en)     | 1983      | 1963-1974 |                                                                         |
| Lamar Hunt          | 1972      | 1956-2006 | Dallas Texans (AFL)/Kansas City Chiefs (AFL/NFL) Fondateur/Propriétaire |

### Las Vegas Raiders
Mis à jour après la classe d'août 2025
| Noms             | Date Int. | Années                                             | Remarques                                                            |
| ---------------- | --------- | -------------------------------------------------- | -------------------------------------------------------------------- |
| Eric Allen (en)  | 2025      | 1998–2001                                          | Oakland Raiders                                                      |
| Cliff Branch     | 2022      | 1972–1985                                          | Oakland Raiders                                                      |
| Richard Seymour  | 2022      | 2009–2012                                          | Oakland Raiders                                                      |
| Charles Woodson  | 2021      | 1998–2005, 2013–2015                               | Oakland Raiders                                                      |
| Tom Flores (en)  | 2021      | 1979–1987                                          | Oakland/ Los Angeles Raiders Entraîneur                              |
| Randy Moss       | 2018      | 2005–2006                                          | Oakland Raiders                                                      |
| Ken Stabler      | 2016      | 1968-1979                                          | Oakland Raiders                                                      |
| Tim Brown        | 2015      | 1988–2003                                          | Los Angeles/Oakland Raiders                                          |
| Ray Guy          | 2014      | 1973–1986                                          | Oakland/ Los Angeles Raiders                                         |
| Warren Sapp      | 2013      | 2004-2007                                          | Oakland Raiders                                                      |
| Jerry Rice       | 2010      | 2001-2004                                          | Oakland Raiders                                                      |
| Rod Woodson      | 2009      | 2002-2003                                          | Oakland Raiders                                                      |
| John Madden      | 2006      | 1969-1978                                          | Oakland Raiders Entraîneur                                           |
| Bob Brown        | 2004      | 1971-1973                                          | Oakland Raiders                                                      |
| James Lofton     | 2003      | 1987-1988                                          | Los Angeles Raiders                                                  |
| Marcus Allen     | 2003      | 1982-1992                                          | Los Angeles Raiders                                                  |
| Dave Casper      | 2002      | 1974-1980                                          | Oakland/ Los Angeles Raiders                                         |
| Howie Long       | 2000      | 1981-1993                                          | Oakland/ Los Angeles Raiders                                         |
| Ronnie Lott      | 2000      | 1992                                               | Los Angeles Raiders                                                  |
| Eric Dickerson   | 1999      | 1992                                               | Los Angeles Raiders                                                  |
| Mike Haynes      | 1997      | 1983-1989                                          | Los Angeles Raiders                                                  |
| Al Davis         | 1992      | 1963-1965 (entraîneur) 1966–2011 (propriétaire/GM) | Oakland/ Los Angeles Raiders Entraîneur/Propriétaire/Général manager |
| Ted Hendricks    | 1990      | 1975-1983                                          | Oakland/ Los Angeles Raiders                                         |
| Art Shell        | 1989      | 1968-1982                                          | Oakland/ Los Angeles Raiders                                         |
| Fred Biletnikoff | 1988      | 1965-1978                                          | Oakland Raiders                                                      |
| Gene Upshaw      | 1987      | 1967-1981                                          | Oakland Raiders                                                      |
| Willie Brown     | 1984      | 1967-1978                                          | Oakland Raiders                                                      |
| George Blanda    | 1981      | 1967-1975                                          | Oakland Raiders                                                      |
| Jim Otto         | 1980      | 1960-1974                                          | Oakland Raiders                                                      |
| Ron Mix          | 1979      | 1971                                               | Oakland Raiders                                                      |

### Los Angeles Chargers
Mis à jour après la classe d'août 2025
| Noms                | Date Int. | Années          | Remarque                                                  |
| ------------------- | --------- | --------------- | --------------------------------------------------------- |
| Antonio Gates       | 2025      | 2003–2018       | San Diego/Los Angeles Chargers                            |
| Dwight Freeney      | 2024      | 2013–2014       | San Diego Chargers                                        |
| Don Coryell (en)    | 2023      | 1978–1986       | San Diego Chargers Entraïneur                             |
| Bobby Beathard (en) | 2018      | 1990–1999       | San Diego Chargers Général Manager                        |
| LaDainian Tomlinson | 2017      | 2001–2009       | San Diego Chargers                                        |
| Junior Seau         | 2015      | 1990-2002       | San Diego Chargers                                        |
| Fred Dean           | 2008      | 1975-1981       | San Diego Chargers                                        |
| Charlie Joiner      | 1996      | 1976-1986       | San Diego Chargers                                        |
| Kellen Winslow      | 1995      | 1979-1987       | San Diego Chargers                                        |
| Larry Little        | 1993      | 1967-1968       | San Diego Chargers                                        |
| Dan Fouts           | 1993      | 1973-1987       | San Diego Chargers                                        |
| John Mackey         | 1992      | 1972            | San Diego Chargers                                        |
| Deacon Jones        | 1980      | 1972–1973       | San Diego Chargers                                        |
| Sid Gillman         | 1983      | 1960-1969, 1971 | Los Angeles/San Diego Chargers Entraîneur/Général Manager |
| Johnny Unitas       | 1979      | 1973            | San Diego Chargers                                        |
| Ron Mix             | 1979      | 1960-1969       | Los Angeles/San Diego Chargers                            |
| Lance Alworth       | 1978      | 1962-1970       | San Diego Chargers                                        |

### Los Angeles Rams
Mis à jour après la classe d'août 2024
| Noms                    | Date Int. | Années    | Remarque                                 |
| ----------------------- | --------- | --------- | ---------------------------------------- |
| Dick Vermeil            | 2022      | 1997-1999 | St. Louis Rams Entraîneur                |
| Isaac Bruce             | 2020      | 1994-2007 | Los Angeles/ St. Louis Rams              |
| Winston Hill            | 2020      | 1977      | Los Angeles Rams                         |
| Kurt Warner             | 2017      | 1998-2003 | St. Louis Rams                           |
| Kevin Greene            | 2016      | 1985–1992 | Los Angeles Rams                         |
| Orlando Pace            | 2016      | 1997-2008 | St. Louis Rams                           |
| Jerome Bettis           | 2015      | 1993-1995 | Los Angeles Rams                         |
| Aeneas Williams         | 2014      | 2001–2004 | St. Louis Rams                           |
| Marshall Faulk          | 2011      | 1999-2005 | St. Louis Rams                           |
| Les Richter             | 2011      | 1954-1962 | Los Angeles Rams                         |
| Bob Brown               | 2004      | 1969-1970 | Los Angeles Rams                         |
| James Lofton            | 2003      | 1993      | Los Angeles Rams                         |
| George Allen            | 2002      | 1966-1970 | Los Angeles Rams Entraîneur              |
| Ron Yary                | 2001      | 1982      | Los Angeles Rams                         |
| Jackie Slater           | 2001      | 1976-1995 | Los Angeles Rams                         |
| Jack Youngblood         | 2001      | 1971-1984 | Los Angeles Rams                         |
| Eric Dickerson          | 1999      | 1983-1987 | Los Angeles Rams                         |
| Tom Mack                | 1999      | 1966-1978 | Los Angeles Rams                         |
| Tommy McDonald          | 1998      | 1965–1966 | Los Angeles Rams                         |
| Tex Schramm             | 1991      | 1947–1956 | Los Angeles Rams Administrateur          |
| Pete Rozelle            | 1985      | 1957–1959 | Los Angeles Rams General Manager         |
| Joe Namath              | 1985      | 1977      | Los Angeles Rams                         |
| Sid Gillman             | 1983      | 1955–1959 | Los Angeles Rams Entraîneur              |
| Merlin Olsen            | 1982      | 1962-1976 | Los Angeles Rams                         |
| Deacon Jones            | 1980      | 1961-1971 | Los Angeles Rams                         |
| Bill George             | 1974      | 1966      | Los Angeles Rams                         |
| Dick "Night Train" Lane | 1974      | 1952–1953 | Los Angeles Rams                         |
| Ollie Matson            | 1972      | 1959-1962 | Los Angeles Rams                         |
| Norm Van Brocklin       | 1971      | 1949-1957 | Los Angeles Rams                         |
| Andy Robustelli         | 1971      | 1951–1955 | Los Angeles Rams                         |
| Tom Fears               | 1970      | 1948-1956 | Los Angeles Rams                         |
| Elroy Hirsch            | 1968      | 1949-1957 | Los Angeles Rams                         |
| Dan Reeves              | 1967      | 1941-1971 | Cleveland/ Los Angeles Rams Propriétaire |
| Joe Stydahar            | 1967      | 1950–1952 | Los Angeles Rams Entraîneur              |
| Bob Waterfield          | 1965      | 1945-1952 | Cleveland/ Los Angeles Rams              |

### Miami Dolphins
Mis à jour après la classe d'août 2024
| Noms                | Date Int. | Années              | Remarques                     |
| ------------------- | --------- | ------------------- | ----------------------------- |
| Zach Thomas         | 2023      | 1996–2007           |                               |
| Jimmy Johnson       | 2020      | 1996–1999           | Entraîneur                    |
| George Young (en)   | 2020      | 1975–1978           | Directeur du personnel joueur |
| Bobby Beathard (en) | 2018      | 1972–1977           | Directeur du personnel joueur |
| Jason Taylor        | 2017      | 1997-2007,2009,2011 |                               |
| Junior Seau         | 2015      | 2003-2005           |                               |
| Cris Carter         | 2013      | 2002                |                               |
| Thurman Thomas      | 2007      | 2000                |                               |
| Dan Marino          | 2005      | 1984-2000           |                               |
| Nick Buoniconti     | 2001      | 1969-1974, 1976     |                               |
| Dwight Stephenson   | 1998      | 1980-1987           |                               |
| Don Shula           | 1997      | 1970-1995           | Entraîneur                    |
| Larry Little        | 1993      | 1969-1980           |                               |
| Bob Griese          | 1990      | 1967-1980           |                               |
| Jim Langer (en)     | 1987      | 1970-1979           |                               |
| Larry Csonka        | 1987      | 1968-1974, 1979     |                               |
| Paul Warfield       | 1983      | 1970-1974           |                               |

### Minnesota Vikings
Mis à jour après la classe d'août 2025
| Noms             | Date Int. | Années               | Remarques      |
| ---------------- | --------- | -------------------- | -------------- |
| Jared Allen      | 2025      | 2008–2013            |                |
| Steve Hutchinson | 2020      | 2006–2011            |                |
| Randy Moss       | 2018      | 1998–2004, 2010      |                |
| Morten Andersen  | 2017      | 2004                 |                |
| Brett Favre      | 2016      | 2009–2010            |                |
| Mick Tingelhoff  | 2015      | 1962-1978            |                |
| Cris Carter      | 2013      | 1990-2001            |                |
| Chris Doleman    | 2012      | 1985–1993, 1999      |                |
| John Randle      | 2010      | 1990-2000            |                |
| Randall McDaniel | 2009      | 1988-1999            |                |
| Gary Zimmerman   | 2008      | 1986-1992            |                |
| Warren Moon      | 2006      | 1994-1996            |                |
| Carl Eller       | 2004      | 1964-1978            |                |
| Dave Casper      | 2002      | 1983                 |                |
| Ron Yary         | 2001      | 1968-1981            |                |
| Paul Krause      | 1998      | 1968-1979            |                |
| Jim Finks        | 1995      | 1964-1973            | Administrateur |
| Bud Grant        | 1994      | 1967-1983, 1985      | Entraîneur     |
| Jan Stenerud     | 1991      | 1984–1985            |                |
| Alan Page        | 1988      | 1967-1978            |                |
| Jim Langer       | 1987      | 1980–1981            |                |
| Fran Tarkenton   | 1986      | 1961-1966, 1972-1978 |                |
| Hugh McElhenny   | 1970      | 1961–1962            |                |

### New England Patriots
Mis à jour après la classe d'août 2024
| Noms            | Date Int. | Années    | Remarques       |
| --------------- | --------- | --------- | --------------- |
| Steve McMichael | 2024      | 1980      |                 |
| Darrelle Revis  | 2023      | 2014      |                 |
| Curtis Martin   | 2022      | 1995–1997 |                 |
| Richard Seymour | 2022      | 2001–2008 |                 |
| Ty Law          | 2019      | 1995–2004 |                 |
| Randy Moss      | 2018      | 2007–2010 |                 |
| Junior Seau     | 2015      | 2006-2009 |                 |
| Bill Parcells   | 2013      | 1993-1996 | Entraîneur      |
| Curtis Martin   | 2012      | 1995-1997 |                 |
| Andre Tippett   | 2008      | 1982-1993 |                 |
| Nick Buoniconti | 2001      | 1962-1968 | Boston Patriots |
| Mike Haynes     | 1997      | 1976-1982 |                 |
| John Hannah     | 1991      | 1973-1985 |                 |

### New Orleans Saints
Mis à jour après la classe d'août 2025
| Noms            | Date Int. | Années    | Remarques      |
| --------------- | --------- | --------- | -------------- |
| Eric Allen (en) | 2025      | 1995–1997 |                |
| Sam Mills       | 2022      | 1986-1994 |                |
| Morten Andersen | 2017      | 1982-1994 |                |
| Ken Stabler     | 2016      | 1982-1984 |                |
| Willie Roaf     | 2012      | 1993-2001 |                |
| Rickey Jackson  | 2010      | 1981-1993 |                |
| Hank Stram      | 2003      | 1976-1977 | Entraîneur     |
| Jim Finks       | 1995      | 1986-1992 | Administrateur |
| Earl Campbell   | 1991      | 1984–1985 |                |
| Doug Atkins     | 1982      | 1967–1969 |                |
| Jim Taylor      | 1976      | 1967      |                |

### New York Giants
Mis à jour après la classe d'août 2024
| Noms                       | Date Int. | Années                     | Remarques       |
| -------------------------- | --------- | -------------------------- | --------------- |
| George Young (en)          | 2020      | 1979–1997                  | General Manager |
| Morten Andersen            | 2017      | 2001                       |                 |
| Kurt Warner                | 2017      | 2004                       |                 |
| Michael Strahan            | 2014      | 1993-2007                  |                 |
| Bill Parcells              | 2013      | 1983-1990                  |                 |
| Harry Carson (en)          | 2006      | 1976-1988                  |                 |
| Benny Friedman (en)        | 2005      | 1929–1931                  |                 |
| Lawrence Taylor            | 1999      | 1981-1993                  |                 |
| Wellington Mara (en)       | 1997      | 1937-2005                  | Propriétaire    |
| Larry Csonka               | 1987      | 1976–1978                  |                 |
| Don Maynard                | 1987      | 1958                       |                 |
| Fran Tarkenton             | 1986      | 1967-1971                  |                 |
| Arnie Weinmeister (en)     | 1984      | 1950-1953                  |                 |
| Sam Huff                   | 1982      | 1956-1963                  |                 |
| Morris « Red » Badgro (en) | 1981      | 1930-1935                  |                 |
| Alphonse « Tuffy » Leemans | 1978      | 1936-1943                  |                 |
| Frank Gifford              | 1977      | 1952-1960, 1962-1964       |                 |
| Ray Flaherty               | 1976      | 1928–1929, 1931–1935       |                 |
| Roosevelt Brown            | 1975      | 1953-1965                  |                 |
| Y. A. Tittle               | 1971      | 1961-1964                  |                 |
| Andy Robustelli (en)       | 1971      | 1956-1964                  |                 |
| Hugh McElhenny (en)        | 1970      | 1963                       |                 |
| Emlen Tunnell              | 1967      | 1948-1958                  |                 |
| Ken Strong                 | 1967      | 1933-1935, 1939, 1944-1947 |                 |
| Steve Owen (en)            | 1966      | 1926-1953                  |                 |
| Joe Guyon (en)             | 1966      | 1927                       |                 |
| Arnie Herber (en)          | 1966      | 1944–1945                  |                 |
| Cal Hubbard                | 1963      | 1927–1928 et 1936          |                 |
| Mel Hein                   | 1963      | 1927, 1931-1945            |                 |
| Tim Mara (en)              | 1963      | 1925-1959                  | Propriétaire    |
| Jim Thorpe                 | 1963      | 1925                       |                 |

### New York Jets
Mis à jour après la classe d'août 2024
| Noms                | Date Int. | Années               | Remarques                   |
| ------------------- | --------- | -------------------- | --------------------------- |
| Joe Klecko          | 2023      | 1977–1987            |                             |
| Darrelle Revis      | 2023      | 2007–2012, 2015–2016 |                             |
| Alan Faneca         | 2021      | 2008–2009            |                             |
| Steve Atwater       | 2020      | 1999                 |                             |
| Winston Hill        | 2020      | 1963–1976            |                             |
| Ty Law              | 2019      | 2005, 2008           |                             |
| Kevin Mawae         | 2019      | 1996–2005            |                             |
| Ed Reed             | 2019      | 2013                 |                             |
| Jason Taylor        | 2017      | 2010                 |                             |
| LaDainian Tomlinson | 2017      | 2010-2011            |                             |
| Brett Favre         | 2016      | 2008                 |                             |
| Bill Parcells       | 2013      | 1997-1999            |                             |
| Curtis Martin       | 2012      | 1998-2005            |                             |
| Art Monk            | 2008      | 1994                 |                             |
| Ronnie Lott         | 2000      | 1993–1994            |                             |
| John Riggins        | 1992      | 1971-1975            |                             |
| Don Maynard         | 1987      | 1960-1972            | New York Titans/ Jets (AFL) |
| Joe Namath          | 1985      | 1965-1976            |                             |
| Weeb Ewbank         | 1978      | 1963-1973            |                             |

### Philadelphia Eagles
Mis à jour après la classe d'août 2025
| Noms                   | Date Int. | Années          | Remarques                         |
| ---------------------- | --------- | --------------- | --------------------------------- |
| Eric Allen (en)        | 2025      | 1988–1994       |                                   |
| Dick Vermeil           | 2022      | 1976–1982       | Entraîneur                        |
| Harold Carmichael      | 2020      | 1971–1983       |                                   |
| Brian Dawkins          | 2018      | 1996–2008       |                                   |
| Terrell Owens          | 2018      | 2004–2005       |                                   |
| Claude Humphrey        | 2014      | 1979–1981       |                                   |
| Cris Carter            | 2013      | 1987-1989       |                                   |
| Richard Dent           | 2011      | 1997            |                                   |
| Art Monk               | 2008      | 1995            |                                   |
| Reggie White           | 2006      | 1985-1992       |                                   |
| Bob Brown              | 2004      | 1964-1968       |                                   |
| James Lofton           | 2003      | 1993            |                                   |
| Tommy McDonald         | 1998      | 1957-1963       |                                   |
| Mike Ditka             | 1988      | 1967–1968       |                                   |
| Sonny Jurgensen        | 1983      | 1957-1963       |                                   |
| Jim Ringo              | 1981      | 1964–1967       |                                   |
| Ollie Matson           | 1972      | 1964–1966       |                                   |
| Norm Van Brocklin      | 1971      | 1958–1960       |                                   |
| Bill Hewitt            | 1971      | 1937–1939, 1943 |                                   |
| Pete Pihos             | 1970      | 1947-1955       |                                   |
| Earle « Greasy » Neale | 1969      | 1941-1950       | Entraîneur                        |
| Chuck Bednarik         | 1967      | 1949-1962       |                                   |
| Steve Van Buren        | 1965      | 1944-1951       |                                   |
| Bert Bell              | 1963      | 1933-1940       | Entraîneur/Fondateur/Propriétaire |

### Pittsburgh Steelers
Mis à jour après la classe d'août 2024
| Noms                 | Date Int. | Années               | Remarques                                           |
| -------------------- | --------- | -------------------- | --------------------------------------------------- |
| Alan Faneca          | 2021      | 1998–2007            |                                                     |
| Bill Nunn (en)       | 2021      | 1968–2014            | Recruteur sportif                                   |
| Bill Cowher          | 2020      | 1994–2006            | Entraîneur                                          |
| Troy Polamalu        | 2020      | 2003–2014            |                                                     |
| Donnie Shell         | 2020      | 1974–1987            |                                                     |
| Kevin Greene         | 2016      | 1993–1995            |                                                     |
| Jerome Bettis        | 2015      | 1996-2005            |                                                     |
| Jack Butler          | 2012      | 1951–1959            |                                                     |
| Dermontti Dawson     | 2012      | 1988–2000            |                                                     |
| Rod Woodson          | 2009      | 1987-1996            |                                                     |
| John Stallworth      | 2002      | 1974-1987            |                                                     |
| Lynn Swann           | 2001      | 1974-1982            |                                                     |
| Dan Rooney           | 2000      | 1955-présent         | Propriétaire                                        |
| Mike Webster         | 1997      | 1974-1988            |                                                     |
| Chuck Noll           | 1993      | 1969-1991            | Entraîneur                                          |
| Jack Lambert         | 1990      | 1974-1984            |                                                     |
| Franco Harris        | 1990      | 1972-1983            |                                                     |
| Mel Blount           | 1989      | 1970-1983            |                                                     |
| Terry Bradshaw       | 1989      | 1970-1983            |                                                     |
| Jack Ham             | 1988      | 1971-1982            |                                                     |
| Joe Greene           | 1987      | 1969-1981            |                                                     |
| John Henry Johnson   | 1987      | 1960-1965            |                                                     |
| Len Dawson           | 1987      | 1957–1959            |                                                     |
| Ernie Stautner       | 1969      | 1950-1963            |                                                     |
| Marion Motley        | 1968      | 1955                 |                                                     |
| Bobby Layne          | 1967      | 1958-1962            |                                                     |
| Bill Dudley          | 1966      | 1942 - 1945-1946     |                                                     |
| Walt Kiesling        | 1966      | 1937-1944, 1949-1961 | Pittsburgh Pirates/Steelers Joueur/Entraîneur       |
| Arthur Rooney        | 1964      | 1933-1988            | Pittsburgh Pirates/ Steelers Propriétaire/Fondateur |
| Bert Bell            | 1963      | 1941–1946            | Entraîneur/Copropriétaire                           |
| Cal Hubbard          | 1963      | 1936                 | Pittsburgh Pirates                                  |
| John "Blood" McNally | 1963      | 1934, 1937–1938      | Pittsburgh Pirates                                  |

### San Francisco 49ers
Mis à jour après la classe d'août 2024
| Noms                    | Date Int. | Années               | Remarques    |
| ----------------------- | --------- | -------------------- | ------------ |
| Patrick Willis          | 2024      | 2007–2014            |              |
| Bryant Young            | 2022      | 1994–2007            |              |
| Isaac Bruce             | 2020      | 2008–2009            |              |
| Randy Moss              | 2018      | 2012                 |              |
| Terrell Owens           | 2018      | 1996–2003            |              |
| Kevin Greene            | 2016      | 1997                 |              |
| Edward J. DeBartolo Jr. | 2016      | 1977–2000            | Propriétaire |
| Charles Haley           | 2015      | 1986–1991, 1998–1999 |              |
| Larry Allen             | 2013      | 2006-2007            |              |
| Chris Doleman           | 2012      | 1996–1998            |              |
| Deion Sanders           | 2011      | 1994                 |              |
| Richard Dent            | 2011      | 1994                 |              |
| Rickey Jackson          | 2010      | 1994-1995            |              |
| Jerry Rice              | 2010      | 1984-2004            |              |
| Rod Woodson             | 2009      | 1997                 |              |
| Bob Hayes               | 2009      | 1975                 |              |
| Fred Dean               | 2008      | 1981-1985            |              |
| Steve Young             | 2005      | 1984-1999            |              |
| Ronnie Lott             | 2000      | 1981-1990            |              |
| Joe Montana             | 2000      | 1979-1992            |              |
| Dave Wilcox             | 2000      | 1964-1974            |              |
| Jimmy Johnson           | 1994      | 1961-1976            |              |
| Bill Walsh              | 1993      | 1979-1988            |              |
| Bob St. Clair           | 1990      | 1953-1963            |              |
| John Henry Johnson      | 1987      | 1954–1956            |              |
| O. J. Simpson           | 1985      | 1978–1979            |              |
| Y. A. Tittle            | 1971      | 1951-1960            |              |
| Hugh McElhenny          | 1970      | 1952-1960            |              |
| Leo Nomellini           | 1969      | 1950-1963            |              |
| Joe Perry               | 1969      | 1948-1960, 1963      |              |

### Seattle Seahawks
Mis à jour après la classe d'août 2024
| Noms             | Date Int. | Années    | Remarques  |
| ---------------- | --------- | --------- | ---------- |
| Dwight Freeney   | 2024      | 2017      |            |
| Devin Hester     | 2024      | 2016      |            |
| Tom Flores (en)  | 2021      | 1992-1994 | Entraîneur |
| Steve Hutchinson | 2020      | 2001–2005 |            |
| Edgerrin James   | 2020      | 2009      |            |
| Kevin Mawae      | 2019      | 1994-1997 |            |
| Kenny Easley     | 2017      | 1981-1987 |            |
| Walter Jones     | 2014      | 1997-2009 |            |
| Cortez Kennedy   | 2012      | 1990-2000 |            |
| Jerry Rice       | 2010      | 2004      |            |
| John Randle      | 2010      | 2001-2003 |            |
| Warren Moon      | 2006      | 1997-1998 |            |
| Carl Eller       | 2004      | 1979      |            |
| Steve Largent    | 1995      | 1976-1989 |            |
| Franco Harris    | 1990      | 1984      |            |

### Tampa Bay Buccaneers
Mis à jour après la classe d'août 2024
| Noms             | Date Int. | Années    | Remarques       |
| ---------------- | --------- | --------- | --------------- |
| Ronde Barber     | 2023      | 1997–2012 |                 |
| Darrelle Revis   | 2023      | 2013      |                 |
| John Lynch       | 2021      | 1993–2003 |                 |
| Tony Dungy       | 2016      | 1996–2001 | Entraîneur      |
| Ron Wolf         | 2015      | 1976–1978 | Général manager |
| Tim Brown        | 2015      | 2004      |                 |
| Derrick Brooks   | 2014      | 1995-2008 |                 |
| Warren Sapp      | 2013      | 1995-2003 |                 |
| Randall McDaniel | 2009      | 2000-2001 |                 |
| Steve Young      | 2005      | 1985–1986 |                 |
| Lee Roy Selmon   | 1995      | 1976-1984 |                 |

### Tennessee Titans
Mis à jour après la classe d'août 2024
| Noms               | Date Int. | Années     | Remarques                                        |
| ------------------ | --------- | ---------- | ------------------------------------------------ |
| Andre Johnson      | 2024      | 2016       | Tennessee Titans                                 |
| Steve Hutchinson   | 2020      | 2012       | Tennessee Titans                                 |
| Kevin Mawae        | 2019      | 2006–2009  | Tennessee Titans                                 |
| Robert Brazile     | 2018      | 1975–1984  | Houston Oilers                                   |
| Randy Moss         | 2018      | 2010       | Tennessee Titans                                 |
| Ken Stabler        | 2016      | 1980-1981  | Houston Oilers                                   |
| Curley Culp        | 2013      | 1974-1980  | Houston Oilers                                   |
| Bruce Matthews     | 2007      | 1983-2001  | Houston Oilers/Tennessee Oilers/Tennessee Titans |
| Warren Moon        | 2006      | 1984-1993  | Houston Oilers                                   |
| Elvin Bethea       | 2003      | 1968-1983  | Houston Oilers                                   |
| Dave Casper        | 2002      | 1980-1983  | Houston Oilers                                   |
| Mike Munchak       | 2001      | 1982-1993  | Houston Oilers                                   |
| Charlie Joiner     | 1996      | 1969, 1972 | Houston Oilers                                   |
| Earl Campbell      | 1991      | 1978-1984  | Houston Oilers                                   |
| John Henry Johnson | 1987      | 1966       | Houston Oilers                                   |
| Ken Houston        | 1986      | 1967-1972  | Houston Oilers                                   |
| Sid Gillman        | 1983      | 1973–1974  | Houston Oilers Entraîneur/Général Manager        |
| George Blanda      | 1981      | 1960-1966  | Houston Oilers                                   |

### Washington Commanders
Mis à jour après la classe d'août 2024
| Noms                         | Date Int. | Années                 | Remarques                                                                |
| ---------------------------- | --------- | ---------------------- | ------------------------------------------------------------------------ |
| Champ Bailey                 | 2019      | 1999–2003              |                                                                          |
| Bobby Beathard (en)          | 2018      | 1978–1988              | Général Manager                                                          |
| Jason Taylor                 | 2017      | 2008                   |                                                                          |
| Dick Stanfel                 | 2016      | 1956–1958              |                                                                          |
| Andre Reed                   | 2014      | 2000                   |                                                                          |
| Dave Robinson                | 2013      | 1973-1974              |                                                                          |
| Deion Sanders                | 2011      | 2000                   |                                                                          |
| Chris Hanburger              | 2011      | 1965-1978              |                                                                          |
| Russ Grimm                   | 2010      | 1981-1991              |                                                                          |
| Bruce Smith                  | 2009      | 2000-2003              |                                                                          |
| Darrell Green                | 2008      | 1983-2002              |                                                                          |
| Art Monk                     | 2008      | 1980-1993              |                                                                          |
| George Allen                 | 2002      | 1971-1977              | Entraîneur/Général Manager                                               |
| Paul Krause                  | 1998      | 1964–1967              |                                                                          |
| Joe Gibbs                    | 1996      | 1981-1992 et 2004-2007 | Entraîneur                                                               |
| Stan Jones                   | 1991      | 1966                   |                                                                          |
| John Riggins                 | 1992      | 1976-1979, 1981-1985   |                                                                          |
| Ken Houston                  | 1986      | 1973-1980              |                                                                          |
| Charley Taylor               | 1984      | 1964-1975 et 1977      |                                                                          |
| Sonny Jurgensen              | 1983      | 1964-1974              |                                                                          |
| Bobby Mitchell (en)          | 1983      | 1962-1968              |                                                                          |
| Sam Huff                     | 1982      | 1964-1967 et 1969      |                                                                          |
| Deacon Jones                 | 1980      | 1974                   |                                                                          |
| Ray Flaherty                 | 1976      | 1936-1942              | Entraîneur                                                               |
| Vince Lombardi               | 1971      | 1969                   | Entraîneur                                                               |
| Albert Glen « Turk » Edwards | 1969      | 1932-1940              | Boston Braves/Boston Redskins/Washington Redskins                        |
| Wayne Millner                | 1968      | 1936-1941 et 1945      | Joueur/Entraîneur                                                        |
| Cliff Battles                | 1968      | 1932-1937              | Boston Braves/Boston Redskins/Washington Redskins                        |
| Bill Dudley                  | 1966      | 1950-1951 et 1953      |                                                                          |
| Sammy Baugh                  | 1963      | 1937-1952              |                                                                          |
| Earl "Curly" Lambeau         | 1963      | 1952–1953              | Entraîneur                                                               |
| George Preston Marshall      | 1963      | 1932-1969              | Boston Braves/Boston Redskins/Washington Redskins Fondateur/Propriétaire |

## Anciennes franchises NFL
Mis à jour après la classe d'août 2018

### Diverses franchises
| Noms                     | Franchises                         | Date Int. | Années                 | Remarques               |
| ------------------------ | ---------------------------------- | --------- | ---------------------- | ----------------------- |
| Fritz Pollard            | Akron Pros                         | 2005      | 1919-1921 et 1925–1926 | Joueur/Entraîneur       |
| Ace Parker               | Boston Yanks                       | 1972      | 1945                   |                         |
| Joe DeLamielleure        | Charlotte Rage (AFL)               | 2003      | 1992                   |                         |
| Fritz Pollard            | Chicago Black Hawks (Indépendants) | 2005      | 1928                   | Joueur/Entraîneur       |
| Marv Levy                | Chicago Blitz (USFL)               | 2001      | 1984                   | Entraîneur              |
| Leroy Kelly              | Chicago Fire (WFL)                 | 1994      | 1974                   |                         |
| Ray Flaherty             | Chicago Hornets (AAFC)             | 1976      | 1949                   | Entraîneur              |
| Elroy (Crazylegs) Hirsch | Chicago Rockets (AAFC)             | 1968      | 1946–1948              |                         |
| Joe Guyon                | Cleveland Indians                  | 1966      | 1921                   |                         |
| Jim Thorpe               | Cleveland Indians                  | 1963      | 1921                   | Joueur/Entraîneur       |
| Joseph Carr              | Columbus Panhandles                | 1963      | 1904, 1907-1922        | Propriétaire            |
| Art Donovan              | Dallas Texans (NFL)                | 1968      | 1952                   |                         |
| Gino Marchetti           | Dallas Texans (NFL)                | 1972      | 1952                   |                         |
| Jimmy Conzelman          | Detroit Panthers                   | 1964      | 1925–1926              | Entraîneur/Propriétaire |
| Benny Friedman           | Detroit Wolverines                 | 2005      | 1928                   |                         |
| Warren Moon              | Eskimos d'Edmonton (LCF)           | 2006      | 1978–1983              |                         |
| Guy Chamberlin           | Frankford Yellow Jackets           | 1965      | 1925-1926              | Joueur/Entraîneur       |
| William R. Lyman         | Frankford Yellow Jackets           | 1964      | 1925                   |                         |
| Fritz Pollard            | Gilberton Cadamounts (Independent) | 2005      | 1923–1924              |                         |
| Fritz Pollard            | Hammond Pros                       | 2005      | 1923, 1925             | Joueur/Entraîneur       |
| John "Paddy" Driscoll    | Hammond Pros                       | 1965      | 1919                   |                         |
| George Halas             | Hammond Pros                       | 1963      | 1919                   |                         |
| Jim Kelly                | Houston Gamblers (USFL)            | 2002      | 1984–1985              |                         |
| Len Ford                 | Los Angeles Dons (AAFC)            | 1976      | 1948–1949              |                         |
| Steve Young              | Los Angeles Express (USFL)         | 2005      | 1984–1985              |                         |
| Gary Zimmerman           | Los Angeles Express (USFL)         | 2008      | 1984–1985              |                         |
| Reggie White             | Memphis Showboats (USFL)           | 2006      | 1984–1985              |                         |
| Larry Csonka             | Memphis Southmen (WFL)             | 1987      | 1975                   |                         |
| Paul Warfield            | Memphis Southmen (WFL)             | 1983      | 1975                   |                         |
| Marv Levy                | Alouettes de Montréal (LCF)        | 2001      | 1973–1977              | Entraîneur              |
| Nick Buoniconti          | Boston Patriots                    | 2001      | 1962–1968              |                         |
| Bobby Layne              | New York Bulldogs                  | 1967      | 1949                   |                         |
| Joe Guyon                | Oorang Indians                     | 1966      | 1922–1923              |                         |
| Jim Thorpe               | Oorang Indians                     | 1963      | 1922–1923              | Entraîneur              |
| Walt Kiesling            | Steagles/Cardinal Pittsbugh        | 1966      | 1943-1944              | Entraîneur              |
| Pete Henry               | Pottsville Maroons                 | 1963      | 1927–1928              |                         |
| Walt Kiesling            | Pottsville Maroons                 | 1966      | 1928                   |                         |
| John "Blood" McNally     | Pottsville Maroons                 | 1963      | 1928                   |                         |
| Jimmy Conzelman          | Providence Steam Roller            | 1964      | 1927–1930              | Joueur/Entraîneur       |
| Fritz Pollard            | Providence Steam Roller            | 2005      | 1925                   |                         |
| Jimmy Conzelman          | Rock Island Independents           | 1964      | 1921–1922              | Joueur/ Entraîneur      |
| Joe Guyon                | Rock Island Independents           | 1966      | 1924                   |                         |
| Ed Healey                | Rock Island Independents           | 1964      | 1920–1922              |                         |
| Jim Thorpe               | Rock Island Independents           | 1963      | 1924–1925              |                         |
| Ken Stabler              | Spokane Shockers (CFL)             | 2016      | 1968–1969              |                         |
| Ken Strong               | Staten Island Stapletons           | 1967      | 1929–1932              |                         |
| Joe Guyon                | Washington Senators                | 1966      | 1921                   |                         |
| Bud Grant                | Blue Bombers de Winnipeg (LCF)     | 1994      | 1957–1966              | Entraîneur              |

### New York Yankees
| Noms                   | Date Int. | Années    | Remarques         |
| ---------------------- | --------- | --------- | ----------------- |
| Ray Flaherty           | 1976      | 1946–1948 | AAFC / Entraîneur |
| Frank "Bruiser" Kinard | 1971      | 1946–1947 | AAFC              |
| Ace Parker             | 1972      | 1946      | AAFC              |
| Arnie Weinmeister      | 1984      | 1948–1949 | AAFC              |
| Harold "Red" Grange    | 1963      | 1926      | AFL I             |
| Mike Michalske         | 1964      | 1926      | AFL I             |
| Ken Strong             | 1967      | 1936–1937 | AFL II            |
| Red Badgro             | 1981      | 1927–1928 | NFL               |
| Ray Flaherty           | 1976      | 1927–1928 | NFL               |
| Harold "Red" Grange    | 1963      | 1927      | NFL               |
| Mike Michalske         | 1964      | 1927–1928 | NFL               |
| Art Donovan (en)       | 1968      | 1951      | New York Yanks    |
| Mike McCormack         | 1984      | 1951      | New York Yanks    |

### Milwaukee Badgers: 1922 - 1926
| Noms                 | Date Int. | Années          | Remarques         |
| -------------------- | --------- | --------------- | ----------------- |
| Jimmy Conzelman      | 1964      | 1922–1923, 1924 | Joueur/Entraîneur |
| John "Blood" McNally | 1963      | 1925–1926       |                   |
| Fritz Pollard        | 2005      | 1922            |                   |

### Duluth Eskimos: 1926 - 1927
| Noms                 | Date Int. | Années    | Remarques  |
| -------------------- | --------- | --------- | ---------- |
| Walt Kiesling        | 1966      | 1926–1927 |            |
| John "Blood" McNally | 1963      | 1926–1927 |            |
| Ernie Nevers         | 1963      | 1926–1927 | Entraîneur |

### Brooklyn Dodgers (NFL): 1930 - 1944
| Noms                     | Date Int. | Années    |
| ------------------------ | --------- | --------- |
| Benny Friedman           | 2005      | 1932-1934 |
| Red Badgro               | 1981      | 1936      |
| Clarence « Ace » Parker  | 1972      | 1937-1941 |
| Frank « Bruiser » Kinard | 1971      | 1938-1944 |

### Canton Bulldogs: 1920 - 1923 , 1925 - 1926
Les Bulldogs de Canton ont joué dans la Ohio League de 1903 à 1906 et de 1911 à 1919 avant la création de la NFL en 1920.
| Noms                       | Date Int. | Années                                         |
| -------------------------- | --------- | ---------------------------------------------- |
| Joe Guyon                  | 1966      | 1920                                           |
| Guy Chamberlin             | 1965      | 1919, 1922-1923 (Joueur/Entraîneur)            |
| William Roy « Link » Lyman | 1964      | 1922-1923, 1925                                |
| Wilbur « Pete » Henry      | 1963      | 1920-1923, 1925–1926                           |
| Jim Thorpe                 | 1963      | 1915–1917, 1919-1920, 1926 (Joueur/Entraîneur) |

### Baltimore Colts: 1947 - 1950
Les Colts de Baltimore, sans lien avec la franchise ultérieure du même nom, ont joué dans la All-America Football Conference de 1947 à 1949. Les Colts étaient l'une des quatre équipes de l'AAFC qui ont rejoint la NFL en 1950, mais qui se sont repliées après cette saison.
| Noms             | Date Int. | Années    | Rémarques |
| ---------------- | --------- | --------- | --------- |
| George Blanda    | 1981      | 1950      | NFL       |
| Y. A. Tittle     | 1971      | 1948–1950 | AAFC/NFL  |
| Art Donovan (en) | 1968      | 1950      | NFL       |

## Autres Intronisés
Mise à jour après la saison 2016
| Noms              | Date Int. | Années    | Remarques                                                       |
| ----------------- | --------- | --------- | --------------------------------------------------------------- |
| Ed Sabol          | 2011      | 1964-1995 | Créateur des films de la NFL                                    |
| Ralph C. Wilson   | 2009      | 1959      | Cofondateur de l'AFL                                            |
| Al Davis          | 1992      | 1966      | Commissionner de l'AFL                                          |
| Pete Rozelle      | 1985      | 1960–1989 | Commissionner de la NFL                                         |
| Lamar Hunt        | 1972      | 1959      | Cofondateur de l'AFL                                            |
| Hugh "Shorty" Ray | 1966      | 1938–1952 | Conseiller technique pour les règles, superviseur des officiels |
| Joseph Carr       | 1963      | 1920      | Co-organisateur de la NFL                                       |
| George Halas      | 1963      | 1920      | Co-organisateur de la NFL                                       |
| Jim Thorpe        | 1963      | 1920      | 1er président de la NFL                                         |
| Joseph Carr       | 1963      | 1921–1939 | Président de la NFL                                             |
| Bert Bell         | 1963      | 1946–1959 | Commissionner de la NFL                                         |